# Gatão
Gatão is een plaats (freguesia) in de Portugese gemeente Amarante en telt 1 564 inwoners (2001).